# Поверела (Козенца)
Поверела је насеље у Италији у округу Козенца, региону Калабрија.
Према процени из 2011. у насељу је живело 74 становника. Насеље се налази на надморској висини од 1220 м.